# Fernando Peña Catalán
La ganadería de Fernando Peña Catalán es una ganadería brava española, fundada en 1990 por el ganadero homónimo (Alcora, Castellón, 1931-Calera y Chozas, Toledo, 18 de enero de 2025), aunque también podría considerarse fundada en 1934 por un lote de reses que heredó Arturo Sánchez y Sánchez del conde de Trespalacios. Estuvo formada con reses de Vázquez-Veragua hasta 1990, cuando Fernando Peña la compró y eliminó todo el ganado vazqueño-veragüeño añadiendo reses de Carlos Núñez y luego de Torrestrella, haciéndose este último encaste predominante. La camada principal pasta en la finca “Palomarejos”, situada en el término del municipio toledano de Calera y Chozas, mientras que el resto de las reses lo hace en “Navarejos” y “Zurrabotas”, también en Calera y Chozas; está inscrita en la Unión de Criadores de Toros de Lidia.

## Origen Jijona y Veragua
La ganadería de Fernando Peña se remonta al año 1870, cuando Jacinto Trespalacios compra una partida de reses al Marqués de la Conquista que procedían de la casta Jijona. Le comprará al Duque de Veragua en 1883 una cantidad de ganado considerable, eliminando de esta manera el ganado jijonense de 1870. Tras fallecer Jacinto en 1909, fue heredada la ganadería por su sobrino el Conde de Trespalacios, que la vendió a su vez en 1913 a Matías Sánchez Cobaleda, ganadero de la provincia de Salamanca. Después de la muerte de Matías en 1929, la ganadería pasó a sus hijos Ignacio, Arturo, Ángel y Antonio Luis.

## Historia de la ganadería
Arturo Sánchez y Sánchez eliminó todo el ganado que le correspondió tras la muerte de su padre, y formó su ganadería con reses de José Infante de Cámara (Tamarón). Arturo murió en 1989 y sus herederos la vendieron en 1991 a Fernando Peña Catalán, que la formó con reses de Manolo González (Carlos Núñez), a las que desde 1995 se añadieron reses de Torrestrella, encaste que se ha hecho predominante, formando de esta manera la actual ganadería de D. FERNANDO PEÑA CATALÁN.

### Toros célebres
| Nombre      | Número | Capa     | Fecha de lidia | Plaza de toros  | Torero          | Observaciones | Ref.                        |
| ----------- | ------ | -------- | -------------- | --------------- | --------------- | ------------- | --------------------------- |
| Alcaparra   | 60     | Negro    | 12-09-2019     | Villa del Prado | Marcos Pérez    | Indultado     | [ 11 ] [ 12 ]               |
| Altamontaña | 40     | Colorado | 11-09-2017     | Arganda del Rey | Carlos Ochoa    | Indultado     | [ 13 ] [ 14 ] [ 15 ]        |
| Desolador   | 32     |          | 08-05-2004     | Puertollano     | Antonio Ferrera | Indultado     | [ 16 ]                      |
| Peleón      | 100    | Berrendo | 16-08-2011     | Alfaro          | Diego Urdiales  | Indultado     | [ 17 ] [ 18 ] [ 19 ] [ 20 ] |
| Tanguillo   | 105    | Castaño  | 15-06-2019     | Griñón          | Marcos Pérez    | Indultado     | [ 21 ]                      |

## Características
La ganadería está formada con reses de encaste Torrestrella, procedentes de la de Manolo González. Según las características que recoge el Ministerio del Interior, presenta lo siguiente:
- Toros hondos, de buena alzada y desarrollo óseo, con morrillo destacado.
- Por lo general suelen ser bien armados con encornaduras que suelen dirigirse hacia arriba.
- Las pintas son muy variadas, destacando negros, colorados en todas sus variantes, castaños, tostados y con menor frecuencia cárdenos, ensabanados y jaboneros, pudiendo darse en menor medida salineros y sardos. Estos pelajes pueden ir acompañados por un gran número de accidentales, entre los que destaca la presencia del burraco y salpicado.

## Premios y reconocimientos
- 2012:
  - Premio al toro más bravo de la Feria de Alfaro 2011 por Peleón, que fue indultado por Diego Urdiales la tarde del 16 de agosto.[24]
  - XXIV Premio taurino de “Albahaca y San Lorenzo de Plata” por el toro Barbarís, lidiado por Serafín Marín en Huesca el 14 de julio de 2012.[25]
- 2015: Mención especial por dos utreros lidiados en Sotillo de la Adrada el 31 de mayo, que fueron premiados con la vuelta al ruedo.[26]